# ProLife Alliance
ProLife Alliance, ou simplement ProLife, fondé par deux activistes pro-vie, à savoir Josephine Quintavalle ainsi que son fils Bruno Quintavalle, est un parti politique britannique pro-vie existant de 1996 à 2004, devenu lobby à partir de cette époque, dont la directrice est Dominica Roberts. Il s'oppose à toute forme d'euthanasie, au clonage humain, à l'avortement, ainsi qu'à toute expérimentation sur les embryons humains. Il soutient le congé paternité. 
Les fondateurs du parti contestèrent les élections générales britanniques de 1997 provoquant un procès contre la BBC concernant le refus de cette dernière de diffuser le spot politique de campagne du ProLife Alliance. Le parti se présenta dans 56 des 659 circonscriptions et recueillit un total de 19 332 votes. Il ne rallia qu'un pourcent des votes à sa cause dans seulement cinq circonscriptions en Angleterre ainsi qu'au Pays de Galles, bien qu'il réalisa un faible meilleur score en Écosse, où il récolta en moyenne d'1,5 % des voix et obtint plus de 2 % dans trois sièges. La part de ses votes déclina lors des élections législatives écossaises de 1999, des élections générales britanniques de 2001, ainsi que lors des élections européennes de 2004 au Royaume-Uni. Le parti fut dissous en 2004.

## Historique
ProLife Alliance est un parti politique fondé en octobre 1996 par Josephine Quintavalle et son fils Bruno Quintavalle,. Les membres du parti étaient principalement des catholiques. 
Il représenta 56 sièges lors des élections générales de 1997. Au total, il récolta 19 332 votes, avec une moyenne de 345 votes par circonscription. En Angleterre ainsi qu'au Pays de Galles, ProLife Alliance ne remporta qu'un pourcent des votes dans uniquement cinq circonscriptions, à savoir : Billericay, Leyton et Wanstead, Solihull, Manchester Withington, ainsi que Doncaster Central. En Écosse, il remporta neuf sièges, faisant tous partie de la conurbation de Clydeside. Il y obtint une moyenne d'1,5 % des votes ainsi que plus de 2 % dans trois sièges. Le fait que le parti réalisa un meilleur score dans cette partie de l'Écosse plutôt qu'en Angleterre ou au Pays de Galles pourrait refléter la plus grande proportion de catholiques habitant la région. 
Le refus de la BBC de diffuser le spot politique de campagne du ProLife Alliance mena à un vain procès. 
ProLife Alliance se présenta aux élections législatives écossaises de 1999 mais ne recueillit qu'un faible score malgré le fait que les élections législatives écossaises utilisèrent une forme de représentation proportionnelle ayant bénéficié aux partis mineurs, contrairement à l'usage d'un scrutin uninominal majoritaire à un tour lors des élections générales. Le sociologue Steve Bruce suggéra que le déclin du vote écossais pourrait être dû à une « surexcitation » des électeurs à la suite de la restauration de leur parlement après 292 années à "s'intéresser à des questions apparemment marginales" tel que l'avortement. 
ProLife Alliance présenta 37 candidats aux élections générales britanniques de 2001,. Le parti récolta en moyenne 255 votes par siège, et 30 de ses candidats recueillirent moins d'un pourcent de votes. 26 candidats se positionnèrent en dernière place au sein de leur circonscription respective. 
En se présentant aux élections européennes de 2004 au Royaume-Uni, le parti eut des difficultés à attirer des candidats prêts à se présenter, le résultat fut que sept des 22 candidats aux élections en Angleterre se présentèrent dans plus d'une région électorale. ProLife Alliance obtint 20 393 votes lors des élections européennes de 2004 au Royaume-Uni, équivalant à 0.1 % des votes exprimés. Quelques mois plus tard, en décembre 2004, ProLife Alliance fut dissous en tant que parti politique et ne présenta aucun candidat aux élections générales britanniques de 2005. La plupart des électeurs du parti se rallièrent à un parti chrétien-démocrate, le Christian Peoples Alliance, dont la plupart des candidats étaient d'anciens candidats du ProLife Alliance. 
En 2003, le Département de la Santé et de la Protection sociale du Royaume-Uni réduisit considérablement les informations statistiques qu'il fournissait concernant les avortements en cas de suspicion d'anomalies fœtales. ProLife Alliance le contesta sous la Freedom of Information Act 2000, cette objection fut soutenue par le commissaire à l'information. Un appel du Département de la Santé au Tribunal de l'Information échoua. Le Tribunal rejeta le point de vue du Département que les données personnelles seraient excessivement compromises et commenta le devoir du Département de garantir la conformité avec la Loi sur l'avortement de 1967 ainsi que son échec à examiner des formulaires de déclaration soit « cliniquement soit substantiellement ». Le Département planifia une première fois de faire appel à la Haute Cour de justice, mais concéda et rendit disponibles les données demandées en juillet 2011. 
Le sociologue Steve Bruce pense que l'incapacité du ProLife Alliance d'avoir des réussites politiques refléta « l'impopularité relative liée à l'avortement en tant qu'enjeu électoral » au Royaume-Uni. De son point de vue, son "échec" dans les urnes démontra « un échec à remporter le débat », avec la majorité de la population britannique soutenant que l'avortement devrait demeurer légal. Un sondage datant de 2005 révéla que plus de 70 % des Britanniques affirmèrent que l'avortement devrait être toujours ou essentiellement légal tandis que moins d'un quart des Britanniques affirmèrent le contraire.

## Résultats électoraux

### Élections générales
| Année | Voix   | %   | Sièges  | Rang |
| ----- | ------ | --- | ------- | ---- |
| 1997  | 19 332 | 0.1 | 0 / 659 | 19e  |
| 2001  | 9 453  | 0.0 | 0 / 659 | 22e  |